# Évaluation de la qualité vocale perçue
L'évaluation de la qualité vocale perçue (anglais : Perceptual Evaluation of Speech Quality, PESQ) est un outil permettant d'évaluer la qualité de la voix transmise par un système de télécommunication. Il existe plusieurs systèmes permettant de transmettre de la voix comme le réseau de téléphonie fixe RNIS, le réseau de téléphonie mobile ou internet par le biais de la VoIP (Voice over IP). Il a été normalisé par l'Union internationale des télécommunications sous le nom P.862 « Evaluation de la qualité vocale perçue : méthode objective d'évaluation de la qualité vocale de bout en bout des codecs vocaux et des réseaux téléphoniques à bande étroite »
Il existe une version permettant d'évaluer la qualité de la téléphonie large-bande appelé WB-PESQ (Wideband-PESQ) normalisé par l'UIT-T sous le nom P.862.2 : « Extension large bande de la Recommandation P.862 pour l'évaluation des codecs vocaux et réseaux téléphoniques à large bande »